# Donnersbergkreis
Donnersbergkreis is een Landkreis in de Duitse deelstaat Rijnland-Palts. De Landkreis telt 75.539 inwoners (31 december 2020) op een oppervlakte van 645,46 km². Kreisstadt is Kirchheimbolanden.

## Steden en gemeenten
De volgende steden en gemeenten liggen in de Landkreis (Inwoners op 30 juni 2005):
Verbandsgemeinden
* = Bestuurszetel van de Verbandsgemeinde
| - 1. Verbandsgemeinde Alsenz-Obermoschel 1. Alsenz * (1.764) 2. Finkenbach-Gersweiler (332) 3. Gaugrehweiler (552) 4. Kalkofen (199) 5. Mannweiler-Cölln (437) 6. Münsterappel (561) 7. Niederhausen an der Appel (252) 8. Niedermoschel (558) 9. Oberhausen an der Appel (153) 10. Obermoschel, Stad (1.205) 11. Oberndorf (265) 12. Schiersfeld (270) 13. Sitters (130) 14. Unkenbach (246) 15. Waldgrehweiler (233) 16. Winterborn (196) - 2. Verbandsgemeinde Eisenberg (Pfalz) 1. Eisenberg (Rijnland-Palts), Stad * (9.777) 2. Kerzenheim (2.273) 3. Ramsen (1.835) - 3. Verbandsgemeinde Göllheim 1. Albisheim (Pfrimm) (1.755) 2. Biedesheim (655) 3. Bubenheim (457) 4. Dreisen (1.037) 5. Einselthum (857) 6. Göllheim * (3.746) 7. Immesheim (160) 8. Lautersheim (637) 9. Ottersheim (391) 10. Rüssingen (499) 11. Standenbühl (230) 12. Weitersweiler (482) 13. Zellertal (1.226) | - 4. Verbandsgemeinde Kirchheimbolanden 1. Bennhausen (136) 2. Bischheim (735) 3. Bolanden (2.437) 4. Dannenfels (958) 5. Gauersheim (627) 6. Ilbesheim (517) 7. Jakobsweiler (230) 8. Kirchheimbolanden, Stad * (8.010) 9. Kriegsfeld (1.097) 10. Marnheim (1.667) 11. Mörsfeld (548) 12. Morschheim (774) 13. Oberwiesen (493) 14. Orbis (684) 15. Rittersheim (203) 16. Stetten (670) - 5. Verbandsgemeinde Rockenhausen 1. Bayerfeld-Steckweiler (472) 2. Bisterschied (285) 3. Dielkirchen (555) 4. Dörrmoschel (144) 5. Gehrweiler (342) 6. Gerbach (584) 7. Gundersweiler (570) 8. Imsweiler (595) 9. Katzenbach (546) 10. Ransweiler (314) 11. Rathskirchen (231) 12. Reichsthal (103) 13. Rockenhausen, Stad * (5.749) 14. Ruppertsecken (395) 15. Sankt Alban (340) 16. Schönborn (133) 17. Seelen (167) 18. Stahlberg (188) 19. Teschenmoschel (113) 20. Würzweiler (209) | - 6. Verbandsgemeinde Winnweiler 1. Börrstadt (963) 2. Breunigweiler (437) 3. Falkenstein (225) 4. Gonbach (495) 5. Höringen (742) 6. Imsbach (982) 7. Lohnsfeld (973) 8. Münchweiler an der Alsenz (1.262) 9. Schweisweiler (356) 10. Sippersfeld (1.181) 11. Steinbach am Donnersberg (809) 12. Wartenberg-Rohrbach (577) 13. Winnweiler * (4.785) |

Albisheim ·
Alsenz ·
Bayerfeld-Steckweiler ·
Bennhausen ·
Biedesheim ·
Bischheim ·
Bisterschied ·
Bolanden ·
Börrstadt ·
Breunigweiler ·
Bubenheim ·
Dannenfels ·
Dielkirchen ·
Dörrmoschel ·
Dreisen ·
Einselthum ·
Eisenberg ·
Falkenstein ·
Finkenbach-Gersweiler ·
Gauersheim ·
Gaugrehweiler ·
Gehrweiler ·
Gerbach ·
Göllheim ·
Gonbach ·
Gundersweiler ·
Höringen ·
Ilbesheim ·
Immesheim ·
Imsbach ·
Imsweiler ·
Jakobsweiler ·
Kalkofen ·
Katzenbach ·
Kerzenheim ·
Kirchheimbolanden ·
Kriegsfeld ·
Lautersheim ·
Lohnsfeld ·
Mannweiler-Cölln ·
Marnheim ·
Morschheim ·
Mörsfeld ·
Münchweiler an der Alsenz ·
Münsterappel ·
Niederhausen an der Appel ·
Niedermoschel ·
Oberhausen an der Appel ·
Obermoschel ·
Oberndorf ·
Oberwiesen ·
Orbis ·
Ottersheim ·
Ramsen ·
Ransweiler ·
Rathskirchen ·
Reichsthal ·
Rittersheim ·
Rockenhausen ·
Ruppertsecken ·
Rüssingen ·
Sankt Alban ·
Schiersfeld ·
Schönborn ·
Schweisweiler ·
Seelen ·
Sippersfeld ·
Sitters ·
Stahlberg ·
Standenbühl ·
Steinbach am Donnersberg ·
Stetten ·
Teschenmoschel ·
Unkenbach ·
Waldgrehweiler ·
Wartenberg-Rohrbach ·
Weitersweiler ·
Winnweiler ·
Winterborn ·
Würzweiler ·
Zellertal